# Escudo de Bogotá
El escudo de armas del Distrito Capital de Bogotá es el emblema heráldico que representa al Distrito Capital de Bogotá (Colombia) y sus localidades. Tiene su origen en la concesión de su uso por el rey Carlos I y su madre la reina Juana I de Castilla para el Nuevo Reino de Granada según Real Cédula dada en Valladolid, España, el 3 de diciembre de 1548. Fue adoptado por la ciudad mediante el Acuerdo 31 del 13 de junio de 1932.
El escudo, junto con la bandera y el himno, tienen el reconocimiento de símbolos oficiales del Distrito. Además, el blasón como símbolo distrital forma parte de la imagen institucional de la administración, por lo cual está presente en los actos protocolarios, en la papelería oficial, en el mobiliario urbano o en las obras públicas. Igualmente, la Arquidiócesis de Bogotá adoptó como emblema oficial el escudo del municipio, al cual se le agregó por timbre la Cruz Arzobispal.

## Historia
Dada la importancia que tomó la villa (y posterior ciudad) de Santafé de Bogotá en sus primeros años (importancia tanto militar como religiosa), fue visto por parte de los primeros regidores del Nuevo Reino de Granada como necesario que la población adquiriera sus propios símbolos. Es de este modo que Pedro de Colmenares, entonces regidor, y Alonso Téllez, escribano real, solicitaron al Rey de España que le fueran dadas armas a la ciudad. Carlos I accede a tal petición, concediéndole no solo escudo a Bogotá sino a todas las ciudades bajo su jurisdicción, por medio de la Real Cédula dictada el 3 de diciembre de 1548:

Don Carlos e Doña Juana, etc. Por cuanto por Pedro de Colmenares e Alonso Téllez, vecino e regidor de la ciudad de Santafé, de la Provincia del Nuevo Reino de Granada, en nombre de la dicha Provincia nos ha hecho relación que los vecinos e moradores della nos han servido mucho en la pacificación del dicho Reino en lo pacificar y sojuzgar e poner debaxo de nuestro yugo e Señorío Real, e nos suplicó en el dicho nombre que, acatando lo susodicho, mandase a señalar armas dela dicha Provincia, como las tenían algunas provincias destos reinos; e Nos, acatando lo susodicho, e la lealtad y fidelidad conque nos han servido los españoles vecinos de la Provincia, tovímoslo por bien e por la presente hacemos mereced e queremos e mandamos que agora e aquí en adelante la dicha provincia del dicho Nuevo Reino de Granada e ciudade e villas della hayan e tengan por sus armas conocidas un escudo que en el medio del haya un águila negra rampante entera coronada de oro que en cada mano tenga una granada colorada en campo de oro y por orla unos ramos con granadas de oro en campo azul según va pintado e figurado.
Real Cédula, dada en Valladolid, a tres de diciembre de mil e quinientos cuarenta y ocho.

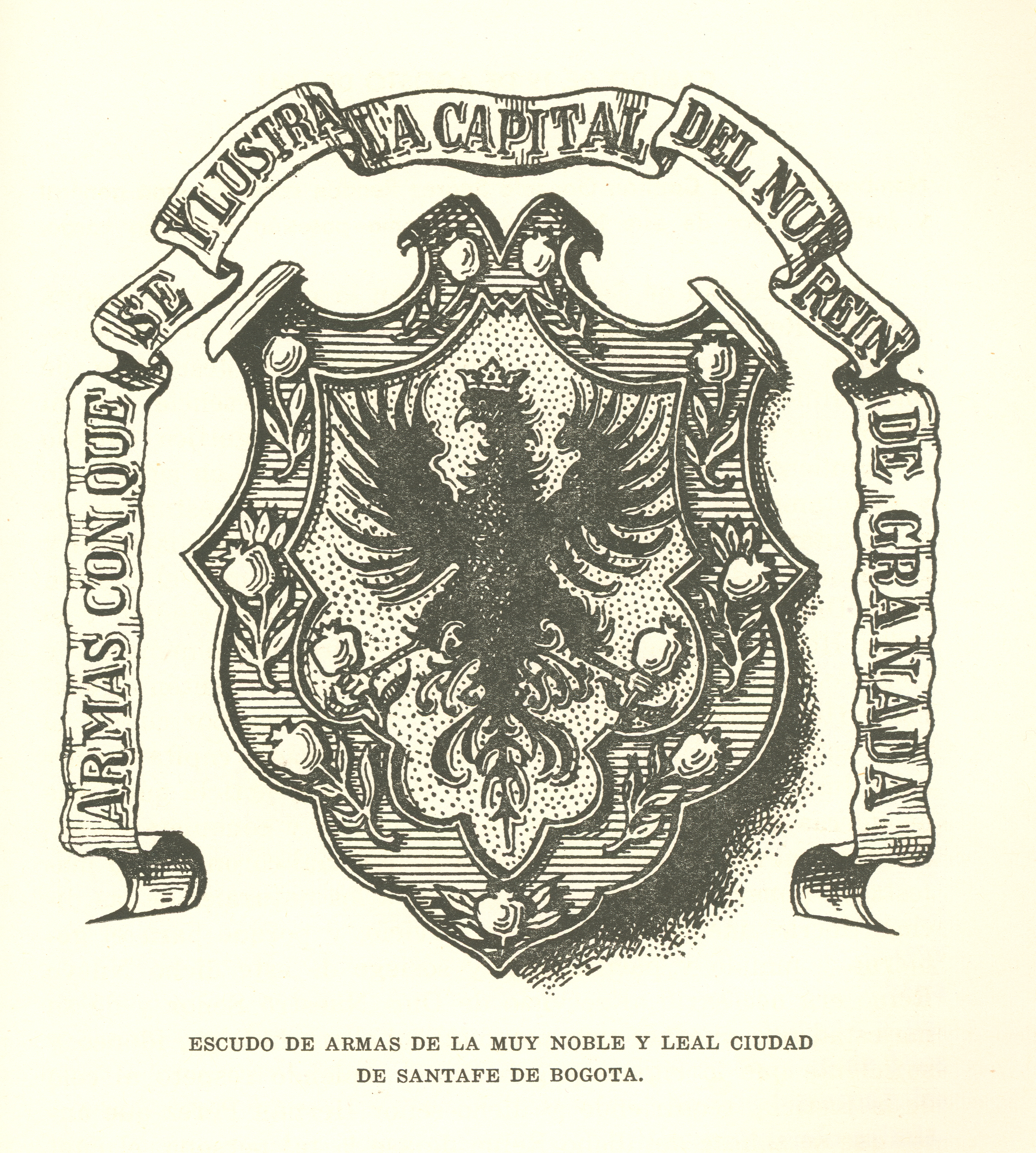
Armas de la muy leal y noble ciudad de Santafé de Bogotá.
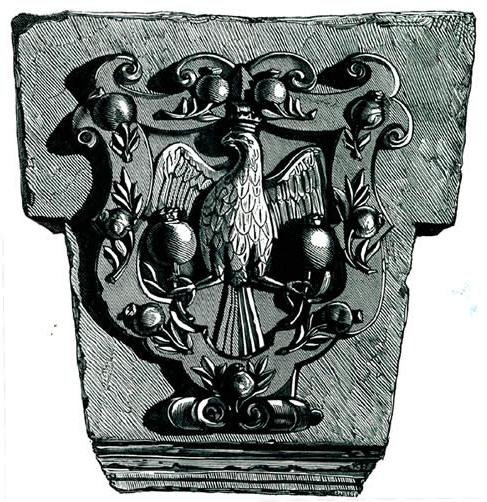
Antiguo grabado del escudo de la ciudad.
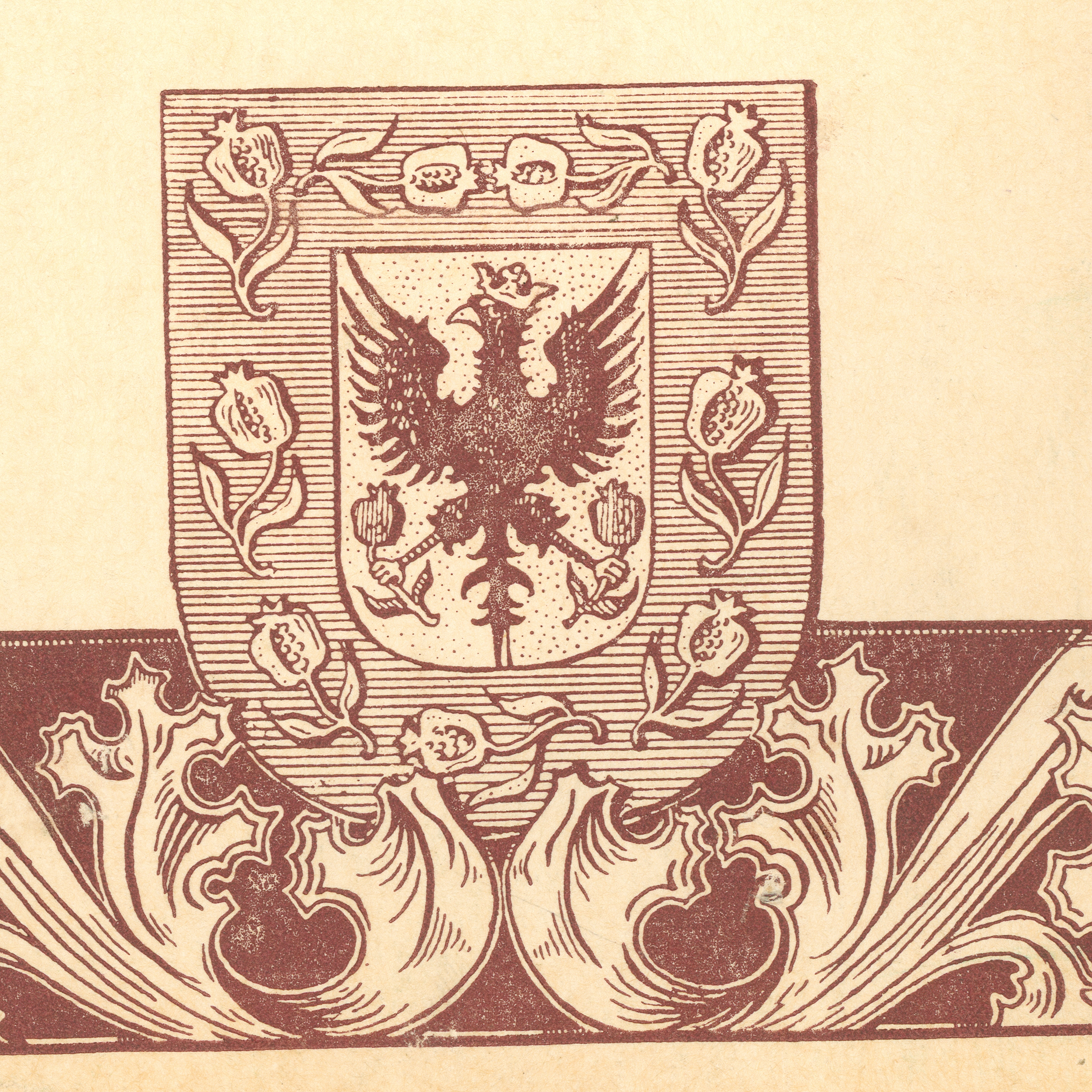
Detalle del escudo en el libro de cabildos de Santafé.
Diseño original del escudo, tal como fue presentado en 1932.

Sin embargo, la continua reproducción del emblema por parte de talladores, grabadores y pintores llevó a que el escudo sufriera una serie de distorsiones estéticas que no iban de acuerdo a la descripción dada en la Real Cédula. Algunas de éstas versiones proveían como timbre del escudo de una corona real, mientras otras cambiaban de forma constante la forma del blasón. Esto dejaba a la ciudad sin un símbolo que pudiera denominarse "oficial".
En 1932, para solucionar este dilema, le fue conferida a la Academia Colombiana de Historia la tarea de realizar una investigación profunda acerca de las armas de Bogotá y su verdadera representación. Dicha actividad fue asignada a Guillermo Hernández de Alba, quien a finales del dicho año presentó su informe al presidente de la Academia en el cual describía e ilustraba, con ayuda del artista Leonardo Uribe Prada, el escudo tal como es conocido hoy.
Mediante Acuerdo 31 de 1932, el escudo de Bogotá fue oficializado y adoptado como símbolo de la ciudad.

## Elementos del escudo

Águila rampante entera.

El principal motivo del blasón, un águila negra rampante entera que se asienta en campo de oro, representa un símbolo imperial, que en este caso aparece en un solo cuerpo y cabeza (en otros escudos de la época aparece un águila bicéfala). Dicha ave debe estar, según la descripción de la Real Cédula y los tratados heráldicos, colocada de frente, de alas extendidas y altas, las garras colocadas a cada lado del cuerpo, extendidas las piernas, pico abierto, lengua saliente y cabeza vuelta hacia el lado derecho del escudo; su cola debe ser explayada y estilizada. Además esta ave, concedida especialmente por el Emperador y Rey Carlos I al Nuevo Reino, era un águila de características teutónicas, estilizada y no natural ni azorada, siendo la representación del Sacro Imperio Romano Germánico del que Carlos I fue titular (como Carlos V). Encima de su cabeza debe llevar una pequeña corona de oro, aunque la ley heráldica diga que "nunca debe ponerse metal sobre metal ni color sobre color".
El águila sostiene entre sus garras dos granadas de gules, ya que por referencia del Reino de Granada, conquistado por los abuelos del rey, Isabel I de Castilla y Fernando II de Aragón se incorpora en este escudo dicho fruto como mueble heráldico. El blasón termina señalando una bordura de azur, elemento habitual en la heráldica carolina de América, que por orla inscribe nueve granadas de oro. Algunas fuentes sostienen que las nueve granadas representan los nueve territorios en los que entonces se dividía el Nuevo Reino de Granada.
Con respecto a los elementos denominados bordura y la orla existe la tendencia a confundirlas: la bordura es una pieza que rodea completamente al blasón en sus bordes, mientras la orla es una pieza que rodea el interior del escudo por todos sus lados, sin llegar a tocarlos. Aunque son elementos distintos pero semejantes, en casi todas las versiones existentes del escudo de Bogotá se confunde orla y bordura, y ello se debe a que la copia existente del escudo colonial procede de otra copia que existía en el archivo del palacio del Duque de Alba, la cual en lugar de bordura posee una orla. Es de notar que este error no solamente se ha cometido en el escudo de Bogotá, sino también en otros escudos coloniales como el de Popayán.

## Diseño oficial de la Alcaldía Distrital

Diseño oficial de la Alcaldía de la ciudad.

El diseño actual del escudo es una versión estilizada del que fuera conferido en 1548 y del que fuera presentado por Guillermo Hernández de Alba en 1932. En su uso más común y continuo va acompañado de las leyendas "ALCALDÍA MAYOR DE BOGOTÁ" o "BOGOTÁ D.C.".

### Colores
La alcaldía ha adoptado los siguientes colores para la representación del escudo:
| Denominación | Amarillo       | Azul            | Rojo            | Negro         |
| ------------ | -------------- | --------------- | --------------- | ------------- |
| Pantone      | 116            | 287             | 485             | Black         |
| RGB          | 255-213-0      | 0-65-130        | 215-40-30       | 0-0-0         |
| CMYK         | C0-M15-Y100-K0 | C100-M70-Y0-K10 | C0-M100-Y100-K0 | C0-M0-Y0-K100 |

Estos son los colores usados para la versión policroma. Cuando la representación sea a una sola tinta, el amarillo debe pasar a ser del color del fondo y los demás negros.
En cuanto al escudo puesto sobre fondos, se tiene la siguiente reglamentación:
- Cuando va en policromía y sobre fondos claros, va con el texto de “Alcaldía Mayor de Bogotá” en negro.
- Cuando va en policromía y sobre fondos oscuros, va con un contorno delgado de color blanco, y el texto “Alcaldía Mayor de Bogotá” también va en color blanco.
- Cuando va en una sola tinta y sobre fondos claros, va en color negro tanto los elementos del escudo como el texto “Alcaldía Mayor de Bogotá”. Los espacios interiores del escudo no son de color blanco; no tienen color, por lo que se respetará el color del fondo sobre el que se use.
- Cuando va en una sola tinta y sobre fondos oscuros, va en color blanco tanto los elementos del escudo como el texto “Alcaldía Mayor de Bogotá”. Los espacios interiores del escudo no son de color negro; no tienen color, por lo que se respetará el color del fondo sobre el que se use.

### Tipos de uso y tipografía
El escudo del Distrito Capital tiene 5 posibles diseños con diferentes aplicaciones según el sector y la entidad y debe ser utilizado exclusivamente por la Alcaldía Mayor y todas sus entidades.
En piezas de comunicación que identifiquen a la ciudad de Bogotá, el escudo debe estar acompañado del nombre oficial de la ciudad, "Bogotá D.C.", en mayúscula sostenida, negrilla, sin subrayado ni versión itálica y en la parte inferior del escudo.
En piezas de comunicación que representen a la Alcaldía Mayor, el escudo siempre debe estar acompañado de la leyenda "Alcaldía Mayor de Bogotá D.C.", en mayúscula sostenida, negrilla, sin subrayado ni versión itálica y también en la parte inferior del escudo.
La tipografía básica utilizada para los logosímbolos, piezas de divulgación y papelería será la Arial. Solamente cuando el texto contiene la leyenda "ALCALDÍA MAYOR DE BOGOTÁ" o "BOGOTÁ D.C." la letra ira en mayúscula sostenida y negrilla, sin subrayados ni itálicas. La leyenda para el nombre de los sectores distritales debe ser siempre en mayúsculas sostenidas, pero jamás en negrilla ni subrayado y con un tamaño de fuente menor. Para el nombre de las entidades distritales se deben escribir en mayúsculas y minúsculas, sin negrilla ni subrayados ni itálicas con un tamaño de fuente igual a la de la cabeza del sector.

### Proporciones
El escudo de Bogotá tiene unas proporciones, medidas y distancias específicas, no modificables. Dichas proporciones serán del orden del 6 de alto por 5 de ancho, y su bordura tendrá un quinto del ancho total del escudo.
Además, cada una de las 5 posibles aplicaciones tiene diferencias según el texto que acompaña al escudo, en las cuales también se manejan elementos, proporciones y distancias que no son modificables. La distancia entre el escudo y el texto que lo ha de acompañar debe ser la mitad del ancho de la bordura.
El tamaño mínimo para el escudo de Bogotá siempre debe ser el mismo, independientemente de que se use cualquiera de las 5 posibles versiones.
Sin embargo, el tamaño mínimo con texto sí cambia según la versión.

### Usos incorrectos
- El escudo de Bogotá D. C. es un símbolo por sí solo y no debe ser utilizado sobre otro símbolo u otros símbolos.
- No se debe escribir el nombre de la entidad correspondiente en el escudo, con una tipografía distinta a Arial.
- No se debe utilizar el escudo en una versión anterior a 1998.
- El interior del escudo no se debe desarticular, ni reemplazar su interior por algún tipo de imagen o elemento.
- En el escudo de Bogotá no se deben utilizar tramas, ni fondos, ni transparencias.
- No se deben alterar los colores del escudo ni cambiarlos por otros.
- El escudo de Bogotá D. C. no se debe editar, ni rotar, ni sangrar, ni se debe cambiar de posición su tipografía.
- El escudo de Bogotá no se debe deformar ni a lo largo ni a lo ancho.